# SuperSkunk
SuperSkunk es una banda española de rock, formada en Madrid. Fue fundada en 1995 por Ro Llamazares (La Vacazul, Zia), Javier Rojas (El Tío Calambres, Mama Ladilla), Javier Gómez (The Sweet Vandals, Depedro) y David Obelleiro (Skunk D.F., Sugarless). La banda se separó en 2003 para regresar en 2011, con la entrada en la banda de Kike Fuentes (Vega) en sustitución de David Obelleiro.

## Historia
Su particular propuesta musical (una fusión de rock, hip-hop, metal, funk, ragamuffin y otros estilos) resultaba por entonces innovadora. Sus letras eran comprometidas políticamente, pero con un espíritu constructivo y una visión positiva del mundo que, inmediatamente les dieron personalidad propia. Tras ganar o quedar finalistas de varios concursos y premios musicales[cita requerida] empezaron a darse a conocer, y pronto se convirtieron en un grupo carismático entre la juventud roquera y alternativa de Madrid.
Una desafortunada sucesión de problemas de sus casas discográficas y de carencia de medios de producción impidió que su éxito -con canciones como Uno, Sube, Luz o Planeta Azul- se viese reflejado adecuadamente a nivel discográfico[cita requerida]. El grupo se disolvió definitivamente en 2003, pero su música ha quedado como referente de algunos grupos madrileños actuales influidos por su legado.
Tras varias reuniones de los antiguos miembros, vuelven a juntarse en Navidad de 2011 para dar un concierto por la celebración de su aniversario; el resultado es positivo y el 25 y 26 de mayo deciden realizar un concierto doble en la mítica Sala Barracudas como celebración de su regreso. Para esta segunda etapa, David Obelleiro deja su lugar a Kike Fuentes (guitarra, Vega), que junto a los ya conocidos Ro Llamazares (Voz y efectos sonoros), Javier Rojas (Bajo y coros), Javier Gómez (Batería, percusión y coros.) e inician la composición de nuevas canciones para el que podría ser su 4º álbum de estudio.

## Miembros

### Miembros actuales
- Ro Llamazares (MC Hamster) - Voz y efectos sonoros.
- Javier Rojas - Bajo y coros.
- Javier Gómez - Batería, percusión y coros.
- Kike Fuentes - Guitarra.

### Miembros anteriores
- David Obelleiro - Guitarra. (1998-2003)

## Discografía

### Álbumes
| Año  | Álbum                  | Discográfica         |
| ---- | ---------------------- | -------------------- |
| 1996 | SuperSkunk             | Rec Plus Records     |
| 1997 | SuperSkunk (Reedición) | Cool Records         |
| 1998 | Planeta Azul           | Loli Jackson Records |
| 2001 | Sea como sea           | Loli Jackson Records |